# Велика синагога (Луцьк)
Велика синагога — стара ренесансна синагога з оборонною вежею; пам'ятка архітектури національного значення, розташована на вулиці Данила Галицького в історико-культурному заповіднику «Старий Луцьк». Збудована у 1620-х роках у центрі одного із єврейських штетлів Луцька. Довгий час виконувала роль релігійного, освітнього та громадського центру луцьких євреїв. Крім того, об'єкт виконував оборонні функції.
Синагога була частково знищена у 1942 році і в наступні десятиліття. Частково відновлена у 1970-х роках. Довгий час використовувалася як приміщення спортивного клубу. У 2021 приміщення передали у постійне безоплатне користування релігійній організації «Юдейська релігійна громада Хабад-Любавич».

## Дослідження синагоги
Перші відомі дослідження, або просто описи, згадки, які стосувалися великої синагоги в Луцьку, походять ще з середини XIX століття. Так, Тадеуш Стецький писав про синагогу в 1876 році. Головна відмінність від пізніше встановлених відомостей полягала в тому, що автор вважав цю споруду збудованою ще до правління Вітовта у Великому князівстві Литовському. В цьому ж столітті були ще згадки, які не вирізнялися глибиною дослідження, тому не внесли нічого суттєвого. Це роботи Володимира Антоновича, Ореста Левицького та Миколи Петрова. Так, Антонович писав про те, що бачив на одній зі стін цеглину із написом, який свідчив про другу половину XV століття. Проте пізнішим авторам цеглини з таким написом знайти не вдалося.

Дослідник та архітектор Ростислав Метельницький

Вперше детальний розгляд об'єкта зробив Олексій Мердер у 1910 році, підсумувавши думки попередніх авторів. Він зробив невелику розвідку з історії синагоги, а також описав архітектурні особливості. Проте згідно з сучасними відомостями, Мердер припустився помилок, бо висунув кілька абсолютно необґрунтованих тверджень, а також некритично прийняв відомості про синагогу попередніх авторів.
В той час уже було дуже багато авторів, які писали про синагогу, зазвичай повторюючи інших. Проте Маєр Балабан вперше опублікував відомості, які кардинально змінили хронологію синагоги,. А Збігнєв Ревський вперше повідомив про підземелля споруди. Дослідником, який вніс суттєво нові дані, був Леонід Маслов. У 1930-х роках вийшла серія його робіт, де зокрема розглядалася луцька синагога. Він підтвердив відомості Балабана про хронологію та уточнив їх, зробив архітектурний опис будівлі. Після Другої світової війни синагога згадувалася в кількох радянських та польських виданнях. Деякі радянські видання, були дуже низької якості, оскільки переписували помилки, які були аргументовано відкинуті ще міжвоєнними авторами.
Підсумок усіх досліджень, їх аналіз та висування гіпотез щодо розв'язання ще не вирішених питань з історії та архітектури пам'ятки зробив Ростислав Метельницький у 2001 році.

## Історія

### Перші синагоги в місті

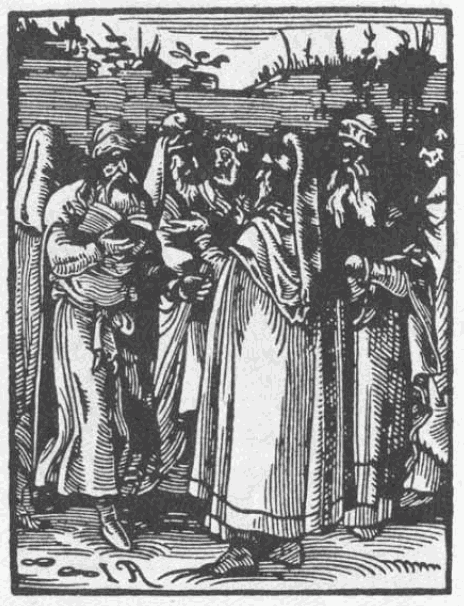
Євреї. Зображення XVI століття

Перші згадки про євреїв Луцька сягають ще 1388 року, коли великий князь Вітовт Великого князівства Литовського надав привілей усім євреям князівства. Зазвичай євреї займалися збиранням податків, торгівлею, тримали пивоварні, різноманітні цехи. Про існування синагоги в місті свідчить повідомлення про присутність єврейського рабина на з'їзді європейських монархів у 1429 році. У 1506 році після десятирічного вигнання із князівства Литовського євреї Луцька отримали від короля Сигізмунда I привілей зокрема на ліквідацію податку розміром 12 кіп грошей за дерев'яну синагогу. Це диктувалося і без того складним становищем євреїв після повернення до міста. У XVI столітті було вже кілька малих синагог у місті. Наприклад, у 1569 році король Сигізмунд II Август наказав луцькому старості Богушу Корецькому зняти замки з синагоги та випустити євреїв-боржників.
У 1600 році єврейська громада Луцька отримала привілей від короля Сигізмунда ІІІ на право самоуправління у єврейському кварталі міста. Дослідники висувають думку, що вже з другої половини XVI століття в місті була мурована синагога, яка згоріла під час татарського набігу у 1617 році. Можливо, на її руїнах згодом будувалася нова.

### Будівництво синагоги

#### Фундатори
Оскільки після нападу татар на Луцьк у 1617 році місто, зокрема єврейський квартал, зазнав руйнації, то постала потреба про відбудову. Сьогодні ще не встановлено, хто саме фінансував будівництво, але ймовірно, до цього долучилася вся громада за підтримки люблінського Вааду та багатих єврейських родин, які в той час в місті точно були. Документальних підтверджень цьому поки не знайдено. Схожу думку висловила Фанні Красинська, що будівництво синагоги профінансували кілька десятків луцьких єврейських родин. Загалом на будівництво (матеріали, робота, інші витрати) було витрачено близько 14 000 злотих.

#### Процес будівництва

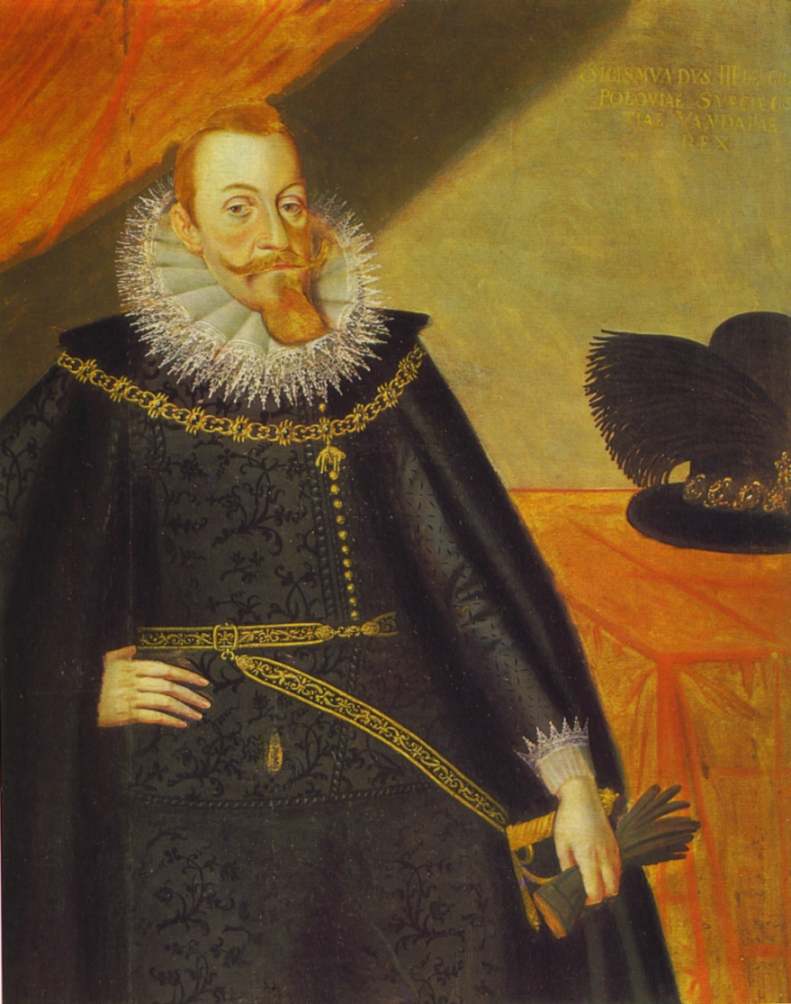
Король Сигізмунд ІІІ

Поки що не відомо, хто саме проектував споруду, хто був архітектором і виконавцем робіт. Внаслідок схожості архітектурних елементів синагоги, Братської церкви, Луцької брами в Острозі висловлюється думка, що виконавець робіт був один і той самий. Будівельниками могли бути мулярські цехи Любліна чи Львова.
5 травня 1626 року король Сигізмунд ІІІ надав привілей луцьким євреям на побудову кам'яної синагоги та нової школи на тому місці, де стояла стара. Однак будівництву чинилися перешкоди. Монахи луцького домініканського ордену, монастир із костелом яких знаходився поруч у сусідньому латинському кварталі Луцька, скаржилися, що синагога може стати вищою за їхній костел, порушивши композиційну структуру південної частини міста. Згідно з костельним правом, синагоги не могли бути вищими за костели. Точно не відомо, чи зупинилося будівництво внаслідок цієї перешкоди. Проте у 1628 році король видав новий привілей, який підтвердив попередній:
| | \| Зигмунд ІІІ і т.д. Як ми вже дали були Року Божого 1626 дня 5 місяця травня привілей наш на вільне змурування божниці, де раніше стояла стара школа, євреям з нашого Луцька, так і тепер у прихильності до того нашого привілею, отримали певні відомості, що названа божниця костелові отців Домінікан на такій віддалі не перешкоджає і для оборони міста потрібна, дозволяємо її до кінця мурувати, однак тим способом, ... щоб протидіяла татарській навалі і костелів тамтешніх висотою не перевищувала. \| |
| Зигмунд ІІІ і т.д. Як ми вже дали були Року Божого 1626 дня 5 місяця травня привілей наш на вільне змурування божниці, де раніше стояла стара школа, євреям з нашого Луцька, так і тепер у прихильності до того нашого привілею, отримали певні відомості, що названа божниця костелові отців Домінікан на такій віддалі не перешкоджає і для оборони міста потрібна, дозволяємо її до кінця мурувати, однак тим способом, ... щоб протидіяла татарській навалі і костелів тамтешніх висотою не перевищувала. | |

Крім того, зважаючи на велику потребу в обороні міста зокрема та районів королівства загалом, привілей ставив вимогу поруч синагоги збудувати оборонну вежу, прилаштувати гармату та обороняти євреям Луцьк разом з усіма мешканцями, якщо на те постане військова потреба. Справа закінчилася у королівському суді перемогою єврейської громади. Суд постановив, що висота синагоги не перешкоджає монастирю.

### Подальша історія

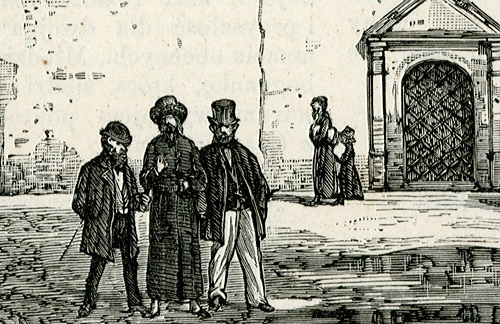
Луцькі євреї біля синагоги. Фрагмент

Нова мурована синагога складалася з таких частин. Основним приміщенням був кубічний молитовний зал «італійсько-польського ренесансу» із товщиною стін до 1,5 м з двома одноповерховими прибудовами: для жінок та для школи. На південному куті молитовного залу була збудована оборонна вежа з бійницями за вимогою короля. Вежа могла входити до одного із оборонних кілець тодішнього Луцька . У вежі зокрема містився невеликий арсенал. В перші роки діяльності нової синагоги при ній була відкрита єшива. Таким чином, синагога стала відігравати як оборонну, так і містобудівну й релігійно-освітню роль. Нова мурована синагога стала одним із об'єктів, які суттєво змінили архітектурний вигляд тодішнього Луцька, адже в першій половині XVII століття на острівній частині міста були збудовані єзуїтський костел Святих Петра і Павла, Хрестовоздвиженська церква Луцького братства, костел Марії Магдалини ордену боніфратрів.
У 1648 році Луцьк зазнав нападу козаків. За цих подій синагога зіграла оборонну роль. Так, відомо про найманий єврейською громадою військовий загін, який захищав єврейський квартал із синагогою. Загалом місто не витримало нападу. Було пограбовано луцькі будинки, костели, та вбито кілька людей.

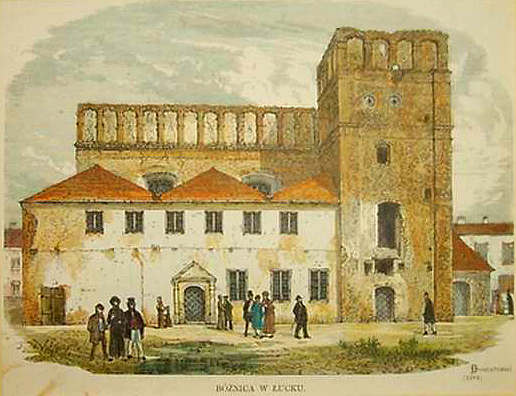
Синагога в середині XIX століття

Чисельність єврейської громади Луцька постійно зростала. Більше того, постійно зростали темпи збільшення мешканців. Так, У 1648 році в місті проживало близько 525 євреїв. А в другій половині XVIII століття вже близько 1331 чоловік. Це змусило трохи розширити головні єврейські споруди. Найімовірніше, саме в XVIII столітті була зроблена добудова другого поверху бокових приміщень синагоги, які використовувалися для єшиви та жінок. Це дозволило збільшити використовувану площу на 230 м².
У 1869 році синагога постраждала від пожежі. Відновлення почалося лише через 15 років і тривало до 1886 року. У 1881 році рабином був складений список усіх синагог і молитовних будинків Луцька. Цей список зберігся і є важливим джерелом дослідження. Із другої половини XIX століття на території навколо синагоги містилися й інші єврейські побудови загального користування. Це були лазня та шпиталь. Крім того, навколо розташовувалися й інші синагоги, кількість яких із цього часу в Луцьку почала стрімко зростати і сягнула згодом кількох десятків.

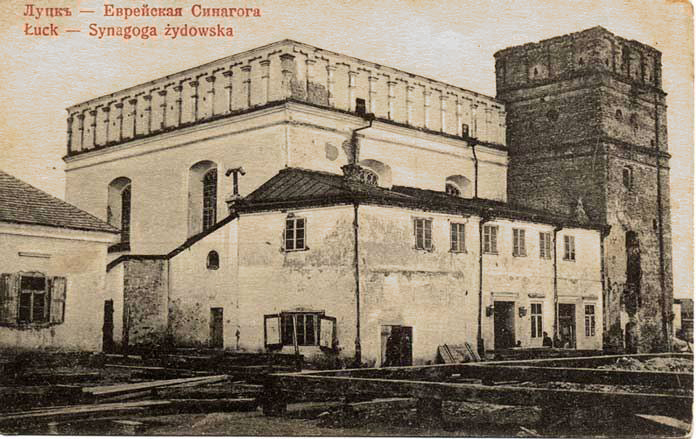
Синагога на початку ХХ століття

Внаслідок певних економічних та юридичних особливостей устрій життя єврейської громади Луцька із другої половини XIX століття почав змінюватися. З'явилися нові штетли зі своїми синагогами. Тогочасні тенденції призводили до територіального та громадського розпорошення громади. У штетлі з давньою назвою Жидівщина, в центрі якого містилася оборонна синагога, проживали тільки бідні євреї. Забудова була густа, зазвичай дерев'яна з поганими умовами побуту. Все це призвело до того, що колись головна синагога перестала грати роль центру єврейського життя міста. Так, на початку ХХ століття вибори правління Головної синагоги зривалися кілька разів через відсутність виборців. А 8 червня 1910 року парафіяни синагоги писали до міської управи:
| | \| З моменту відмови від своїх обов'язків старости Глікліха та скарбника Збара в Синагозі утворився цілковитий безлад: все рухоме майно, серед якого є дорогоцінності та антикварні речі, піддано сваволі, надходження пожертв не занотовуються, невідомо скільки їх надійшло і на що вони витрачені, а також відбувається інший безлад, властивий лише за відсутності належних господарів. \| |
| З моменту відмови від своїх обов'язків старости Глікліха та скарбника Збара в Синагозі утворився цілковитий безлад: все рухоме майно, серед якого є дорогоцінності та антикварні речі, піддано сваволі, надходження пожертв не занотовуються, невідомо скільки їх надійшло і на що вони витрачені, а також відбувається інший безлад, властивий лише за відсутності належних господарів. | |

Під час Першої світової війни синагога була трохи пошкоджена обстрілами. У 1936 році за фінансової підтримки воєводського уряду відбувся ремонт споруди. Зробили реставрацію входу в підземелля, відновили вікна та деякі інші деталі. Архітекторами були С. Словіковський та З. Ревський.

### Знищення

#### Перший етап

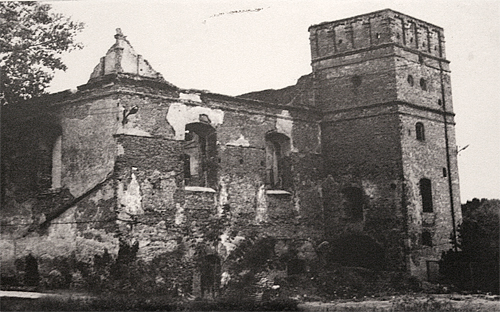
Зруйнована війною синагога

У Другу світову війну Волинь вступила у вересні 1939 року, проте за 2 з половиною тижні була анексована до СРСР, тому військові дії в Луцьку відтягнулися на кілька років. У 1942 році місто було окуповане німецькими військами. Вони створили на території міста 3 єврейські гетто. Все єврейське населення міста було піддане нападу, помешкання та громадські споруди понівечені, знищені. Одне із гетто включало колишній район Жидівщини, де знаходилася і Головна синагога. У серпні та вересні 1942 року близько 17 000 в'язнів гетто були розстріляні. Тоді ж була закладена вибухівка в головну синагогу. Поки що точно не відомо, в який день відбувся вибух. Було повністю знищено двоповерхові приміщення, місцями дах молитовного залу й аттик, сам зал сильно зруйнований, вежа майже не зазнала руйнувань, втративши тільки верхні перекриття.
Проте біма та внутрішнє декорування стін ще добре збереглися, згідно з описом 1946 року.

#### Другий етап

Руїни інтер'єру

Збереженням пам'ятки ніхто не займався, і протягом наступних 30 років вона повільно руйнувалася від природних явищ та спрямованих людських дій. У 1955—1956 роках Республіканською науково-реставраційною виробничою майстернею був складений технічний проект та робочі креслення консервації пам'ятки. Проте нічого зроблено не було. Оглядачі споруди у 1959 році зазначали, що багато з того, що ще зберігалося у 1956 році, вже нема. В наступні роки продовжувалася руйнація. Так, підземелля частково були засипані сміттям, західна стіна майже розібрана, з інтер'єру зникла біма, ліпнина, декоративні елементи. Зрештою, об'єкт був викреслений зі списку пам'яток архітектури, які охороняються державою.

#### Третій етап
На початку 1970-х років міською адміністрацією було вирішено знову закласти вибухівку під єврейську руїну для наочних навчань із цивільної оборони. За кілька днів до вибуху головний архітектор області Н. Санжаров повідомив про акцію Держбуд, звідки негайно була відправлена телеграма до відповідальних осіб про заборону підриву.
Аби хоч якось зберегти пам'ятку старовини, було розроблено проект із перетворення руїн у спортивний клуб. Проект і його втілення реалізувалися у 1976—1977 роках. Архітектор — Ростислав Метельницький. Швидкі темпи виконання робіт не дозволили провести наукові дослідження руїн, також остаточно було втрачено внутрішній поліхромний декор, збережений на той час на 30%, була здійснена прибудова спортивного залу із південного боку колишньої синагоги. Крім того, в обхід проекту було отиньковано кам'яним тиньком всю споруду з вежею, хоча це суперечило принципам реставрації. Фігурний гребінь над карнизом відновленим не був.
Третій етап знищення пам'ятки все ж мав і позитивні сторони. Їхня суть полягає в наступному: руйнування споруди було зупинено; було відновлено декоративний фриз з аттиком, які частково надали синагозі колишнього вигляду; добудова спортивного залу навмисно була зроблена так, щоб заховати її за основним об'ємом будівлі; колишній синагозі повернули статус пам'ятки архітектури.

## Сучасний стан

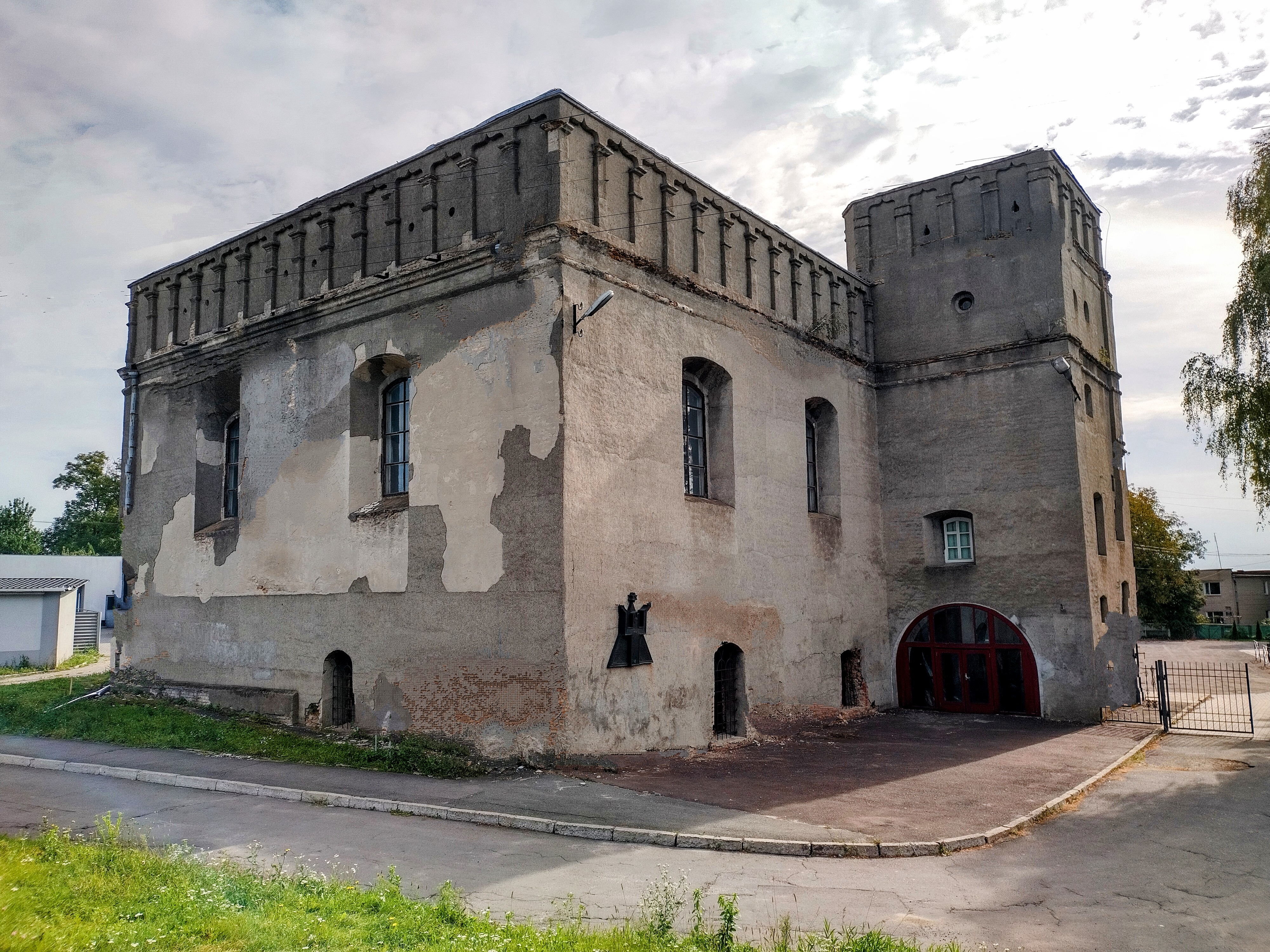
Велика синагога (вересень 2022)

Синагога використовується спортивним клубом «Динамо». В молитовному залі влаштовано спортивний зал. Розташована в кінці прямолінійної ділянки вулиці Данила Галицького в історико-культурному заповіднику «Старий Луцьк». Сучасні дослідження пам'ятки не проводяться, або про такі не відомо. Останньою роботою, яка охопила історичний та архітектурний аспект синагоги від перших авторів і до сучасних, стала праця Ростислава Метельницького «Деякі сторінки єврейської забудови Луцька» у 2001 році. Питання про передачу луцьким євреям колишньої синагоги не піднімається.

### Пам'ять
Пам'ять про луцьку Велику синагогу підтримується закордонними дослідниками та музейниками. Так, у музеї єврейської діаспори Бет-Атфуцот в Тель-Авівському університеті зберігається макет синагоги, якою вона була до другої половини XIX століття. На макеті відображено елементи, які після цього часу з певних причин були втрачені. У Центрі єврейського мистецтва Єврейського університету в Єрусалимі є електронна 3D-модель екстер'єру та інтер'єру синагоги.
30 травня 1995 року на стіні колишньої синагоги встановлено пам'ятний знак загиблим євреям Луцька, де також коротко розповідається про будівництво споруди.

### Невирішені проблеми
Не зважаючи на півторастолітні дослідження синагоги, залишається кілька важливих питань, які ще не вирішені.
- Не відомо, чи були на місці синагоги якісь інші споруди. Для цього припущення є кілька підстав. По-перше, існують непідтверджені (але і не спростовані) відомості про те, що король Казимир IV Ягеллончик передав луцьким євреям приміщення колишнього арсеналу, який розташовувався на місці теперішньої синагоги. По-друге, при первинному архітектурному огляді виявилося, що північно-східна стіна має вкраплення іншої споруди з інакшим кольором цегли, характером кладки. По-третє, під синагогою є підземелля, також не досліджені. Частина з них має таке розташування, як у жодній іншій оборонній синагозі[8]. Це може пояснюватися тим, що синагога частково стоїть на якійсь попередній споруді. Детальних досліджень зроблено не було, тому фахові висновки щодо будівельного спадку від іншої невідомої споруди відсутні.

- Питання про те, хто був архітектором, виконавцем робіт, також залишається відкритим.

- Хоча є певні припущення дослідників про фінансові можливості луцьких євреїв часів будівництва синагоги, але документально не встановлено, хто ж фінансував проект.

- Крім того, є ряд дрібніших питань: де був первинний вхід, коли втратився гребінь на аттику та інші.

## Архітектура

### Стилістика

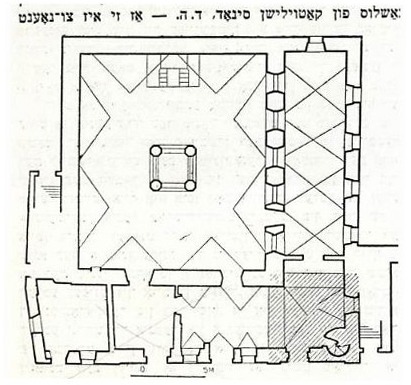
План

Загалом колишня синагога є кубічною спорудою із прибудованою, але конструктивно з'єднаною вежею. Архітектура споруди є ренесансною. Їй притаманна раціональна ясність, лаконічність форм, стриманість у декорі. У зовнішньому вигляді нема елементів, які однозначно вказують на релігійний характер споруди. Це пояснюється тим, що давні синагоги виконували ще й громадські функції, що відображалося на стилістиці. Синагога була чотиридільною із нестандартним склепінням. Після ремонту 1970-х років перекриття стало плоским.

### Екстер'єр

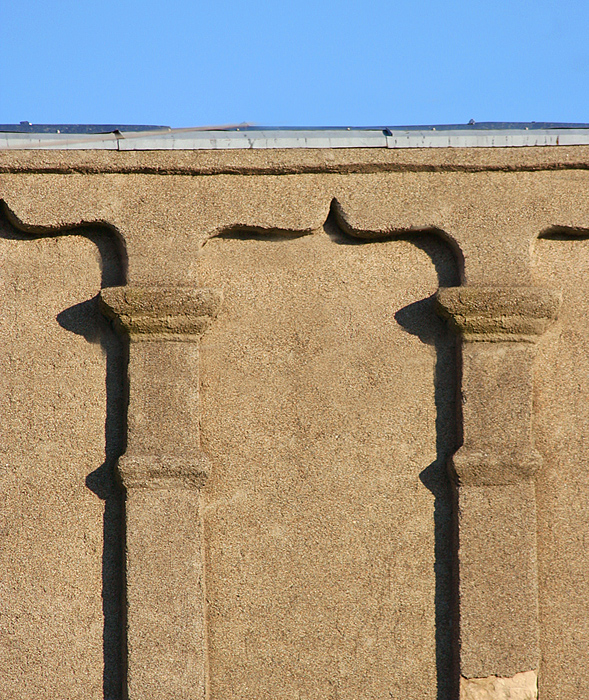
Архітектурний елемент

До знищення 1942 року синагога була майже квадратною в плані з розмірами 25х25 м. Ця споруда складалася із чотирьох основних частин: молитовного залу для чоловіків, двох бічних приміщень для жінок та навчання, оборонної вежі. Висота молитовного залу, який зберігся та був відновлений, становить 14 м. Товщина стін — 1,5 м. Розміри молитовного залу становлять 14х16 м. Висота вежі — 17,4 м. На кожному із чотирьох фасадів головна частина споруди має по 2 вікна із дуговим завершенням. Крім того, на південно-західному та північно-західному фасадах є вікна менших розмірів, які раніше були внутрішніми проходами у споруді до знищення приміщень для навчання та жінок. Тому ніякої первинної архітектурної ролі ці отвори не грають. До південно-східного фасаду прибудований ще один спортивний зал. Башта має кутові пілястри, круглі бійниці, різної форми вікна. Вежа та молитовний зал обрамлені по периметру аттиковим фризом з кілеподібними нішами, форма яких більше ніде не повторюється. В аттику є бійниці.
Загалом споруда покрита грубим кам'яним тиньком.

### Первинний інтер'єр
Стіни інтер'єру по висоті були розділені на 3 яруси: перший утворювався входами до молитовного залу з інших приміщень. Другий ярус утворювався декоративним фризом із нішами, як на аттику зовнішніх фасадів. На другому ярусі розташовувалася ліпнина та написи з Тори. Третій ярус формували по дві на кожній стіні арки, що утворювали склепіння. В арках — вікна, а також декоративна ліпнина над Арон Га-кодешем. Яруси були розділені між собою горизонтальними лініями, які бігли вздовж стін по периметру. В центрі залу стояла чотиристовпна біма з розмірами у плані 3,6х3,6 м, на яку спиралися 4 хрестові склепіння. Восьмикутні стовпи біми вгорі з'єднувалися арками. Архівольт арок оздоблений орнаментом. У залі знаходилися дерев'яні різьблені меблі. Сидячі місця були розраховані на 260 людей.
Найпишніше була оздоблена стіна з Арон Га-кодешем, де містилися сувої Тори. Декор цієї стіни змінювався. Найімовірніше, зміна відбулася після Першої світової війни.

### Підземелля
Хоча факт існування підземель під синагогою був введений в науковий обіг ще в 1930-х роках, але з того часу їх не було досліджено. Перший і найповніший опис зробив Збігнєв Ревський:
| | \| Ті широкі підземні коридори, які оточують фундаменти головного корпусу з двох сторін ... спочатку були освітлені віконцями в люнетах, котрі видно з підземної сторони, але закриті ззовні з південно-східної сторони цоколем, а від сторони площі — нашаруванням ґрунту. ...Коридори ті спочатку були сполучені з системою укріплень міста. \| |
| Ті широкі підземні коридори, які оточують фундаменти головного корпусу з двох сторін ... спочатку були освітлені віконцями в люнетах, котрі видно з підземної сторони, але закриті ззовні з південно-східної сторони цоколем, а від сторони площі — нашаруванням ґрунту. ...Коридори ті спочатку були сполучені з системою укріплень міста. | |

Після 1942 року, коли вибухівкою було знищено двоповерхове приміщення із південно-західного боку, утворилася дірка у склепінні підземель, яку було видно знадвору. Відкритий підземний об'єм був засипаний сміттям і не досліджувався. Башта та підземелля конструктивно поєднані, отже, найімовірніше, зводилися в один час. Проте багато інших особливостей дають підстави припускати, що теперішня підземна частина є архітектурним спадком від якоїсь іншої попередньої споруди, принаймні, частково. Дослідження саме підземель синагоги має великий потенціал у вирішенні ще не розв'язаних проблем історії та архітектури цілої споруди.

## Інші назви синагоги
- Головна синагога
- Старожитна синагога
- Мурована синагога
- Малий замок
- Божниця

## Світлини

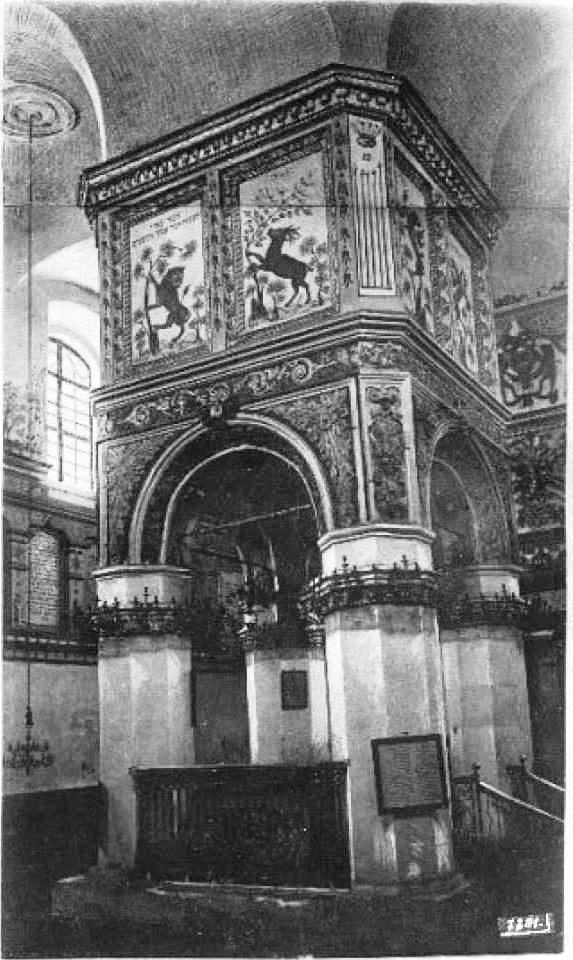
Біма
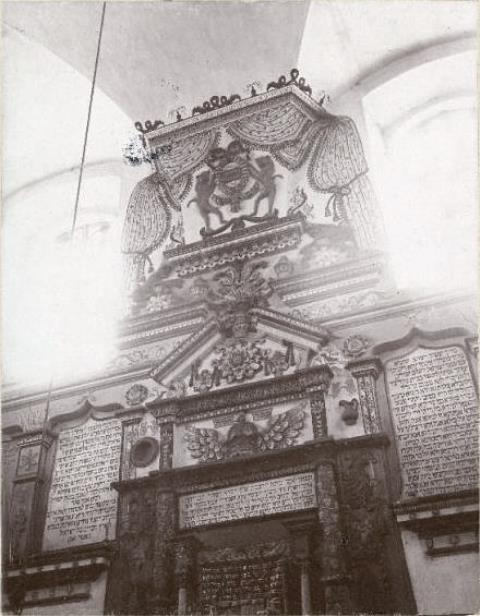
Арон Га-кодеш
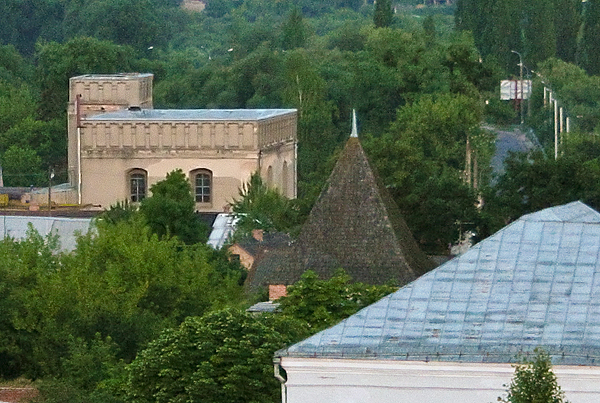
Вигляд з вежі замку Любарта
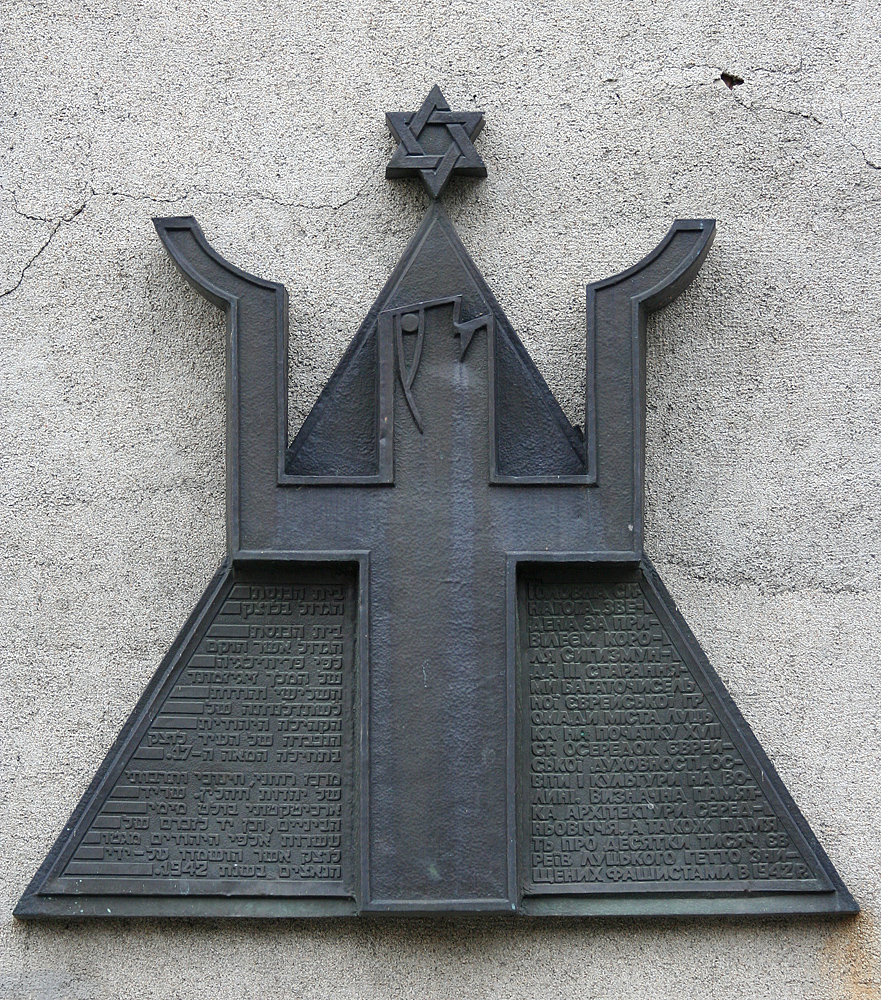
В пам'ять євреїв Луцька
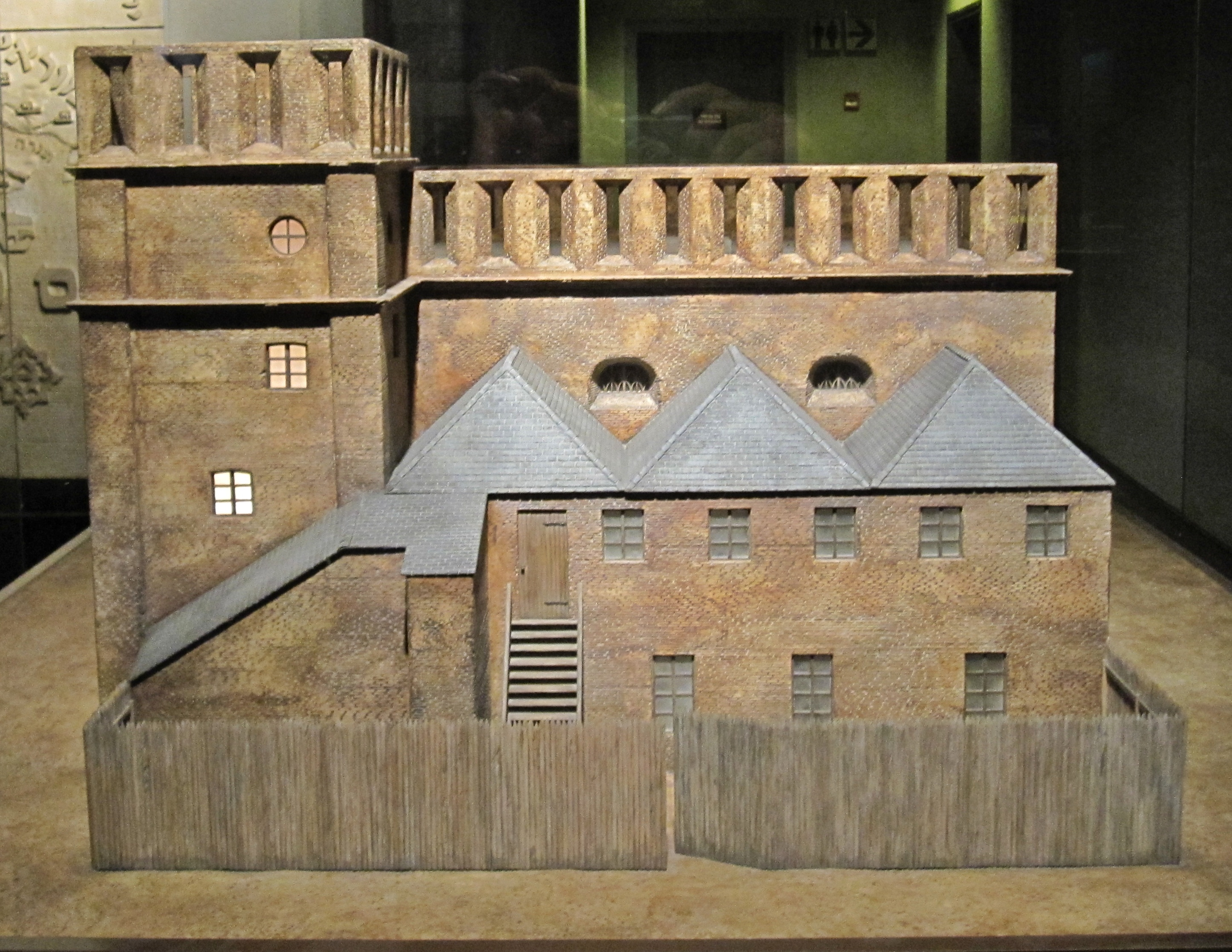
Макет синагоги з Тель-Авівського університету
Електронна 3D-модель синагоги з Центру єврейського мистецтва